# DOKIドキDO!
「DOKIドキDO! ～未来童子がやってきた～」（ドキドキドゥ! みらいどうじがやってきた）は日本テレビ系列局ほかで放送されたバラエティ番組。制作局の日本テレビでは1987年10月2日から1988年3月25日まで放送。放送時間は毎週金曜 17:30 - 18:00（JST）。

## 概要
ロックバンド「未来童子」（石川宏明、河辺朗太、田中達也、戸張寛之、根岸智博）を中心としたバラエティ番組。音楽コーナー、ミニドラマコーナー、スタジオトークなどで構成されていた。
前番組のアニメ「Bugってハニー」に引き続きハドソンがメインスポンサーを務め、高橋名人によるハドソンの最新ゲーム紹介のコーナーがあった。
その他レギュラー出演者は、ウッチャンナンチャン、仁藤優子、及川ヒロオ、大西浩美（元ベリーズ）など。毎回、アイドルを中心とした歌手、タレントがゲスト出演していた。

## 主なコーナー
ミニドラマ「いまドキ青春物語」
- 未来童子らレギュラー出演者総出演のミニドラマコーナー。仁藤優子がヒロイン役を務めていた[2]。

みんなでドキドキ！
- 視聴者参加のゲームコーナー[1]。

ドキドキBOX
- 東京・原宿に、100円でテレビに出られるというテレビ自動販売機「ドキドキBOX」を設置。100円を入れるとVTRが1分間作動して録画が始まり、収録されたものの中で面白かったものは番組の中で紹介されていた。収録内容は本番組への意見や感想の他、芸やネタ見せ、パフォーマンスなど何でも受け付けていた[2]。

## スタッフ
- 監修 - 深澤清澄
- 構成 - 下等ひろき
- TD - 森野憲俊
- 撮影 - 島本健司
- 音声 - 間野目政孝
- VE - 油谷忍
- 照明 - 藤井輝夫
- 美術 - 逢阪浩嗣（ウッドオフィス）
- 効果 - 坂本洋子
- PA - 本田貴豊
- 編集 - 真壁一郎
- MA - 円城寺暁
- ヘア・メイク - Ad.Balloon
- タイムキーパー - 君塚昭子
- スタイリスト - 吉村由美子、おおえひろあき
- 制作デスク - 宇留野妙子、稲葉欣正
- 番組広報 - 飯島哲夫
- キャラクターアドバイザー - 広井照久
- アシスタントプロデューサー - 源孝志
- 技術協力 - ニユーテレス、IMAGICA
- 企画協力 - トシ・サウンド・ファクトリー
- アニメーション - テレコムアニメーション
- アニメーションキャラクターデザイン - 前田実
- 音楽 - 木森敏之
- ディレクター - 矢頭由介
- プロデューサー - すずきまさかつ（ホリプロ）、堀内孝（旭通信社）
- チーフプロデューサー - 笈田光則（日本テレビ）
- 企画制作 - 日本テレビ（※クレジット表記なし）
- 制作 - ホリプロ
- 製作著作 - 旭通信社、ホリプロ

## ネット局
- 日本テレビ
- テレビ新潟

他